# 福満隆貴
福満 隆貴（ふくみつ たかき、1992年2月22日 - ）は、鹿児島県鹿児島市出身のプロサッカー選手。JFL・ヴェルスパ大分所属。ポジションはミッドフィールダー、フォワード。

## 経歴

### プロ入り前
中学時代から攻撃的なポジションを務め、2列目からの飛び出しやラストパスを得意とするが、中学時代は試合によってディフェンダー（サイドバック、センターバック）を務めたこともあるほか、出水中央高等学校在籍中の3年間はボランチのポジションだったという。
高校卒業後、専門学校である九州総合スポーツカレッジ（大分県宇佐市）に進み、九州サッカーリーグに参加していた同校のサッカー部でプレー。卒業後の2012年より日本フットボールリーグ（JFL）のHOYO AC ELAN大分（現：ヴェルスパ大分）に加入。クラブではアマチュア登録で、日中は豊洋精工の工場（キヤノンのカメラの部品を製造していた）でフルタイムの勤務をこなした上で、夜に練習という日々を過ごした。加入1年目から中嶋雄大と並ぶチーム最多タイの8得点を記録。翌年から背番号を10に変更。2014年は13得点でJFL得点ランキングが岸田和人に次ぐ2位となり、この年のJFLベストイレブンに選出された。

### レノファ山口FC
2015年、同僚の黒木恭平と共にJ3に参入するレノファ山口FCに完全移籍。前年のJFLでの山口との対戦時に「こういうチームでプレーで来たら、自分自身ものすごく成長できるかなと感じた」ことと、1年前にV大分から山口に移籍した島屋八徳の存在が移籍の決め手の一つとなったという。山口ではいわゆる「トップ下」でプレーすることが多く、第31節・Y.S.C.C.横浜戦（維新公園）と第32節・SC相模原戦（下関）で2試合連続ハットトリックを達成する など、キャリアハイの19得点を挙げ、2年連続の得点ランキング2位となった。チームの昇格に伴いプレーカテゴリがJ2に移った翌2016年は、ゴール数こそ減らしたがチーム内トップの10アシストを挙げた。

### セレッソ大阪
2017年より、同年J1に昇格したセレッソ大阪に完全移籍。2017年シーズンの出場機会はカップ戦が主であり、リーグ戦への出場機会は5試合で合計わずか5分ほどであったが、セビージャFCと対戦した国際親善試合・StubHubワールドマッチ2017では、チーム唯一の得点を挙げた。出場機会の少なかったメンバーと共にリーグカップ、天皇杯の勝ち上がりに貢献、チームは優勝した。
2018年シーズンは開幕戦で先発出場を果たすもリーグ戦では引き続きベンチを温める日々が続いたが、4月11日の第7節・川崎フロンターレ戦でJ1リーグ戦2度目の先発出場を果たし、この試合でJ1リーグ戦初得点となる決勝ゴールを決めた。ACLでもゴールを決めた事で、J1、J2、J3、JFL、地域リーグに加え、ルヴァンカップ、天皇杯、ACLと全ての主要大会で得点を記録した。

### 水戸ホーリーホック
2019年7月、水戸ホーリーホックへ期限付き移籍。

### アビスパ福岡
2020年、アビスパ福岡へ期限付き移籍。

### ジェフユナイテッド千葉
2021年、ジェフユナイテッド千葉に完全移籍で加入。
2023年11月11日、2023年シーズンをもって契約満了となり、退団することが発表された。

### ヴェルスパ大分復帰
2023年12月25日、ヴェルスパ大分への加入が発表された。10年ぶりの復帰となる。

## 人物
2020年7月29日、サッカーダイジェスト誌のインタビューにて柿谷曜一朗は「天才」を挙げるなら、という質問内容に（小野伸二とイニエスタは別格として）ランキングの3位に福満を挙げた。理由は「ひとりでチームを回せるわけではないし、ミスも少なくないけど、アイデアにオリジナリティがある。独自の感性を持っている『天才気質』の選手」と話した。

## 所属クラブ
- 太陽SC
- リバティFC
- 2007年 - 2009年 出水中央高等学校
- 2010年 - 2011年 九州総合スポーツカレッジ
- 2012年 - 2014年  HOYO AC ELAN大分 / HOYO大分 / ヴェルスパ大分
- 2015年 - 2016年  レノファ山口FC
- 2017年 - 2020年  セレッソ大阪
  - 2019年7月 - 同年12月  水戸ホーリーホック（期限付き移籍）
  - 2020年  アビスパ福岡（期限付き移籍）
- 2021年 - 2023年  ジェフユナイテッド市原・千葉
- 2024年 -  ヴェルスパ大分

## 個人成績
| 国内大会個人成績 | 国内大会個人成績 | 国内大会個人成績 | 国内大会個人成績 | 国内大会個人成績 | 国内大会個人成績 | 国内大会個人成績 | 国内大会個人成績 | 国内大会個人成績 | 国内大会個人成績 | 国内大会個人成績 | 国内大会個人成績 |
| 年度             | クラブ           | 背番号           | リーグ           | リーグ戦         | リーグ戦         | リーグ杯         | リーグ杯         | オープン杯       | オープン杯       | 期間通算         | 期間通算         |
| 年度             | クラブ           | 背番号           | リーグ           | 出場             | 得点             | 出場             | 得点             | 出場             | 得点             | 出場             | 得点             |
| 日本             | 日本             | 日本             | 日本             | リーグ戦         | リーグ戦         | リーグ杯         | リーグ杯         | 天皇杯           | 天皇杯           | 期間通算         | 期間通算         |
| ---------------- | ---------------- | ---------------- | ---------------- | ---------------- | ---------------- | ---------------- | ---------------- | ---------------- | ---------------- | ---------------- | ---------------- |
| 2010             | KSSC             | 5                | 九州             | 16               | 7                | -                | -                | -                | -                | 16               | 7                |
| 2011             | KSSC             | 14               | 九州             | 17               | 14               | -                | -                | -                | -                | 17               | 14               |
| 2012             | H大分 /V大分     | 25               | JFL              | 30               | 8                | -                | -                | 2                | 1                | 32               | 9                |
| 2013             | H大分 /V大分     | 10               | JFL              | 30               | 5                | -                | -                | 2                | 1                | 32               | 6                |
| 2014             | H大分 /V大分     | 10               | JFL              | 25               | 13               | -                | -                | 2                | 2                | 27               | 15               |
| 2015             | 山口             | 7                | J3               | 35               | 19               | -                | -                | 1                | 0                | 36               | 19               |
| 2016             | 山口             | 7                | J2               | 40               | 5                | -                | -                | 2                | 0                | 42               | 5                |
| 2017             | C大阪            | 17               | J1               | 5                | 0                | 12               | 2                | 6                | 2                | 23               | 4                |
| 2018             | C大阪            | 17               | J1               | 20               | 1                | 1                | 0                | 3                | 1                | 24               | 2                |
| 2019             | C大阪            | 17               | J1               | 0                | 0                | 7                | 1                | 0                | 0                | 7                | 1                |
| 2019             | 水戸             | 17               | J2               | 19               | 3                | -                | -                | 1                | 0                | 20               | 3                |
| 2020             | 福岡             | 17               | J2               | 26               | 2                | -                | -                | -                | -                | 26               | 2                |
| 2021             | 千葉             | 16               | J2               | 36               | 3                | -                | -                | 2                | 0                | 38               | 3                |
| 2022             | 千葉             | 17               | J2               | 34               | 0                | -                | -                | 0                | 0                | 34               | 0                |
| 2023             | 千葉             | 17               | J2               | 15               | 0                | -                | -                | 0                | 0                | 15               | 0                |
| 2024             | V大分            | 10               | JFL              | 23               | 1                | -                | -                | -                | -                | 23               | 1                |
| 通算             | 日本             | 日本             | J1               | 25               | 1                | 20               | 3                | 9                | 3                | 54               | 7                |
| 通算             | 日本             | 日本             | J2               | 170              | 13               | -                | -                | 5                | 0                | 175              | 13               |
| 通算             | 日本             | 日本             | J3               | 35               | 19               | -                | -                | 1                | 0                | 36               | 19               |
| 通算             | 日本             | 日本             | JFL              | 108              | 27               | -                | -                | 6                | 4                | 114              | 31               |
| 通算             | 日本             | 日本             | 九州             | 33               | 21               | -                | -                | -                | -                | 33               | 21               |
| 総通算           | 総通算           | 総通算           | 総通算           | 371              | 81               | 20               | 23               | 21               | 7                | 412              | 91               |

| 2017   | C大23  | 17     | J3     | 1 | 0 | 1 | 0 |
| 通算   | 日本   | 日本   | J3     | 1 | 0 | 1 | 0 |
| 総通算 | 総通算 | 総通算 | 総通算 | 1 | 0 | 1 | 0 |

その他公式戦
- 2023年
  - J1昇格プレーオフ 1試合0得点

| 国際大会個人成績 | 国際大会個人成績 | 国際大会個人成績 | 国際大会個人成績 | 国際大会個人成績 |
| 年度             | クラブ           | 背番号           | 出場             | 得点             |
| AFC              | AFC              | AFC              | ACL              | ACL              |
| ---------------- | ---------------- | ---------------- | ---------------- | ---------------- |
| 2018             | C大阪            | 17               | 3                | 1                |
| 通算             | AFC              | AFC              | 3                | 1                |

- Jリーグ初出場 - 2015年3月15日 J3第1節 ガイナーレ鳥取戦（維新公園）[19]
- Jリーグ初得点 - 2015年3月21日 J3第2節 Jリーグ U-22選抜戦（維新公園）[20]

## タイトル

### クラブ
レノファ山口FC
- J3リーグ：1回（2015年）

セレッソ大阪
- Jリーグカップ：1回（2017年）
- 天皇杯 JFA 全日本サッカー選手権大会：1回（2017年）
- FUJI XEROX SUPER CUP：1回（2018年）

### 個人
- JFL・ベストイレブン：1回（2014年）

## 参考資料
- フロムワン（編）『Jリーグサッカーキング』第9巻第17号、朝日新聞出版、2015年9月24日、2015年9月25日閲覧。